# Buste van R. Baden-Powell

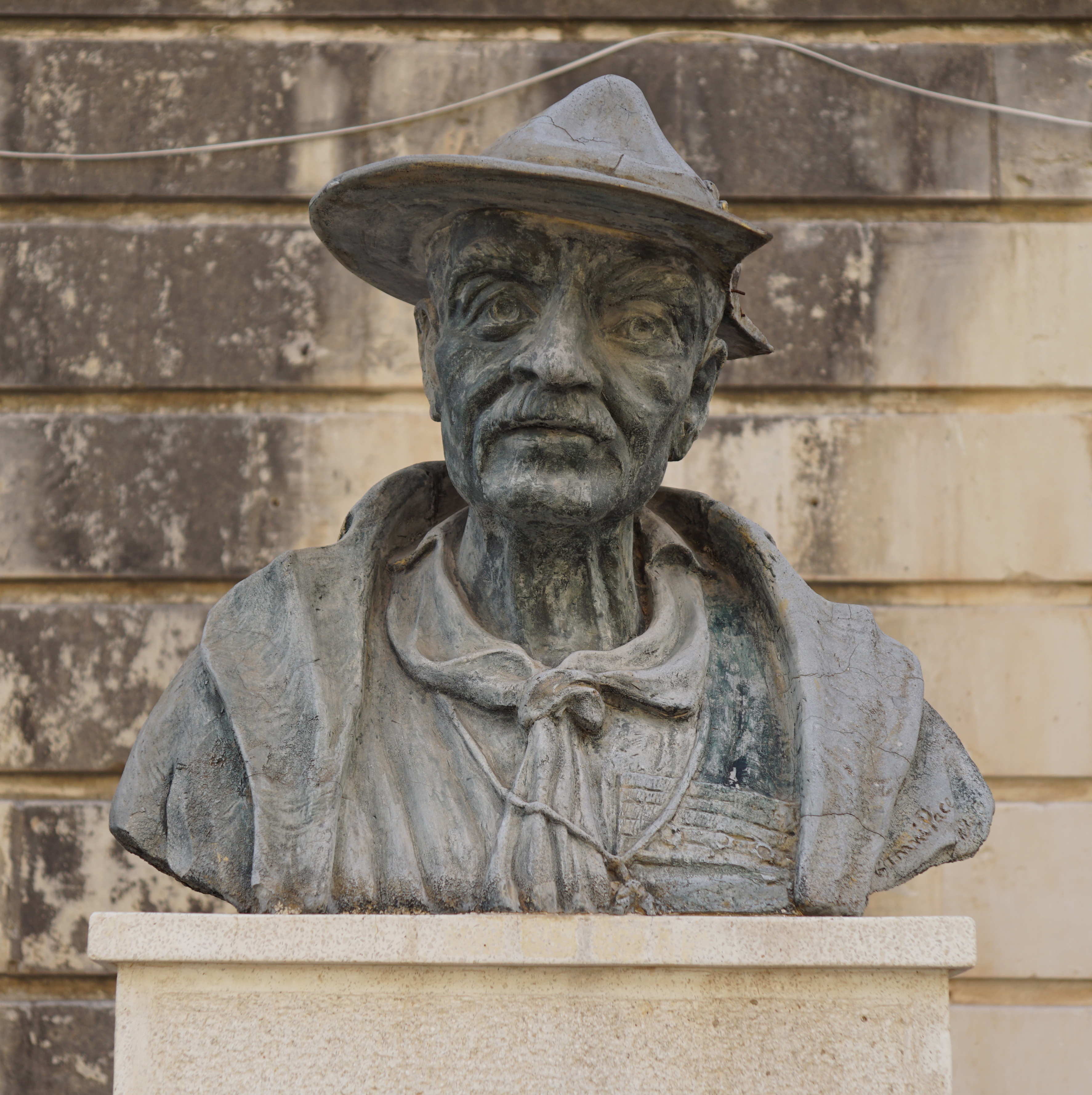
Buste van Robert Baden-Powell, oprichter van Scouting, in Sliema, Malta.

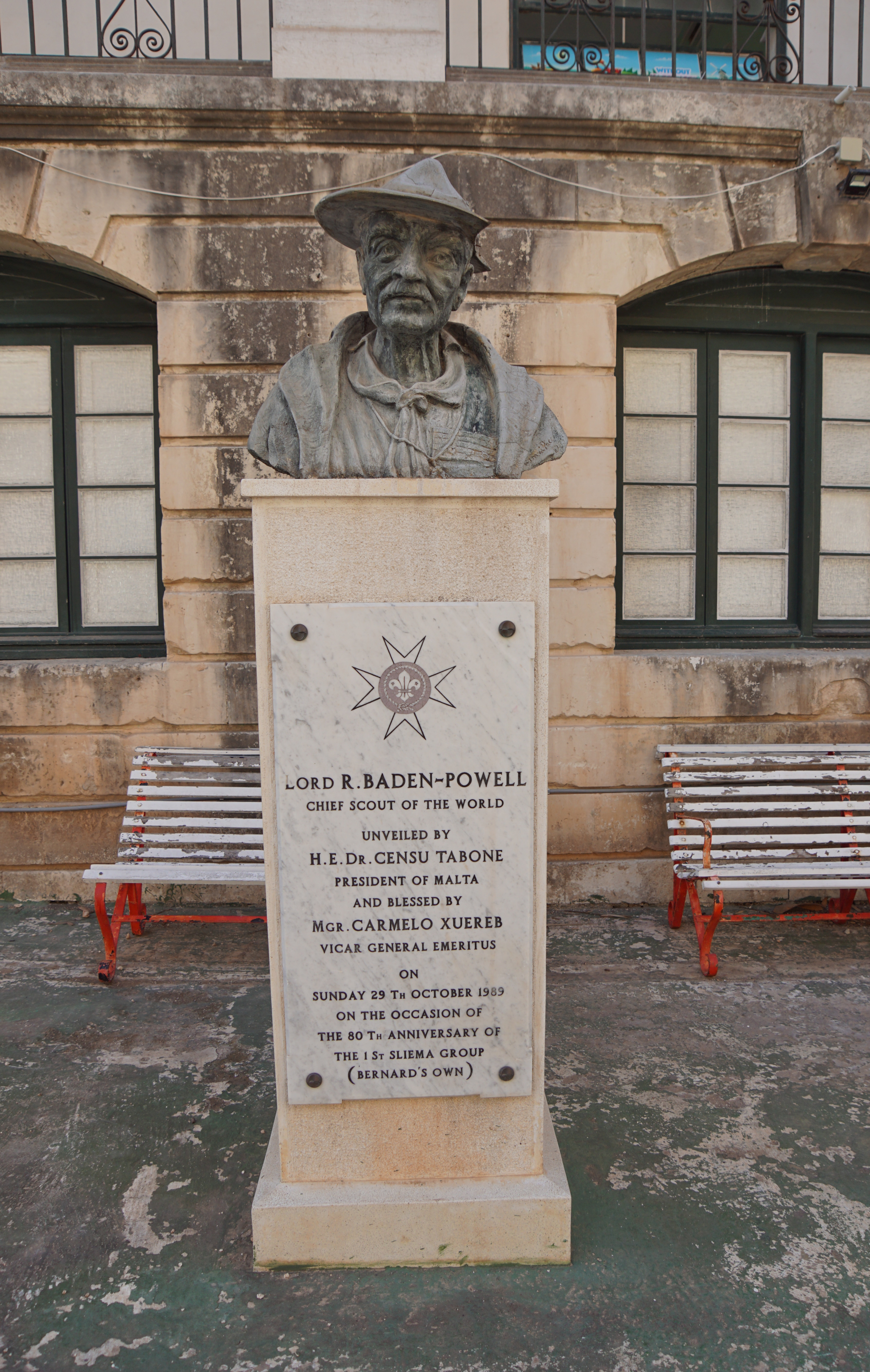
Buste met plaquette.

De buste van R. Baden-Powell is een borstbeeld uit 1989 van Robert Baden-Powell, de oprichter van Scouting, gesitueerd aan de Triq Mons. G. Depiro in Sliema, Malta.
Op 29 oktober 1989 onthulde H.E. Censu Tabone, president van Malta de buste van de oprichter van de scouting bij het hoofdkwartier van de eerste scoutinggroep van Sliema aan de Triq Mons. G. Depiro, die werd opgericht in 1909. De buste werd geplaatst ter gelegenheid van de tachtigste verjaardag van de scoutinggroep.
De buste toont Robert Baden-Powell in het uniform van een scout. De buste is geplaatst op een rechthoekige zuil waaraan een plaquette is bevestigd met de volgende tekst:
Lord R. BADEN-POWELL
CHIEF SCOUT OF THE WORLD
 
UNVEILED BY
H.E. Dr. CENSU TABONE
PRESIDENT OF MALTA
AND BLESSED BY
Mgr. CARMELO XUEREB
VICAR GENERAL EMERITUS
 
ON
SUNDAY 29 Th OCTOBER 1989
ON THE OCCASION OF
THE 80 Th ANNIVERSARY OF
THE 1 St SLIEMA GROUP
(BERNARD'S OWN)
(Vertaald: Lord R. Baden-Powell, leider van de scouts van de wereld - onthuld door H.E. Dr. Censu Tabone, president van Malta, en gezegend door Mgr. Carmelo Xuereb, vicaris-generaal emeritus, op zondag 29 oktober 1989 ter gelegenheid van de 80e verjaardag van de eerste Sliema Groep (Bernard's Own).)